# Lilian Witte Fibe
Lillian Witte Fibe (São Paulo, 21 octobre, de 1953)  est une journaliste brésilienne. 

## Biographie
Elle a étudié le journalisme à I'Université de São Paulo, Elle commence à travailler pour le quotidien brésilien Folha de S.Paulo.
En février 1996, elle assure, en collaboration avec  William Bonner, la présentation du journal national de la nuit Jornal Nacional . 